# 1990年英國保守黨黨魁選舉
1990年英國保守黨黨魁選舉於1990年11月進行，由前英國國防大臣夏舜霆挑戰當時黨魁戴卓爾夫人，戴卓爾夫人未能於第一輪投票中勝出，其後退出第二輪投票並支持時任財政大臣馬卓安，馬卓安最終成功當選黨魁。

## 選舉方法
當時的黨魁選舉，是由所有保守黨國會下議員（共372名）投票，選出黨魁。兩名參選人得票差額要達到總投票數的15%，才不用舉行第二輪投票。

## 背景
1989年，戴卓爾夫人領導之政府陷入困境，加上工黨於1989年歐洲議會選舉勝出，令戴卓爾夫人面對嚴重壓力，並受到當時不知名的保守黨國會議員安東尼·麥爾挑戰其黨魁之位。雖然戴卓爾夫人取得281票勝出，未被成功挑戰，但有多達60名保守黨國會議員未有投票予戴卓爾夫人，響起管治警號。
1990年，戴卓爾夫人在地方推行的新稅制（人頭稅）已使她不得民心，而她錯誤地處理經濟問題（例如把利率調高至15%），更使她失去了來自中產、企業和商界的核心支持。至於在保守黨黨內，又因歐洲統合問題而出現日益嚴重的分歧，使她和她的黨派在政治上顯得愈益脆弱。
於首輪投票中，戴卓爾夫人雖然取得過半黨內國會議員支持，但所得票數仍比規定的多數小兩票（只得14.6%），結果要進入第二輪投票。選舉的結果反映出，保守黨內的確有不少人對戴卓爾夫人的管治失去信心，要求更換黨魁，由新黨魁領導下屆大選。
這個選舉結果某程度上是處置失當所造成的。選舉的時候，戴卓爾夫人及内阁要员正在巴黎出席歐洲安全暨合作會議峰會，以致没有亲临现场投票。此外她的顧問事前亦低估了選舉的嚴重性，因而沒有進行競選活動和向游離票作出遊說。
在得知第一轮投票结果后，戴卓爾夫人的直接回应是：“我会继续战斗，我必将得胜”（I fight on; I fight to win.）。但当回到倫敦向她的內閣成員徵求意見时，大多數阁员認為，戴卓爾夫人未能在第一輪投票順利勝出，便很有可能在第二輪投票落敗。
11月22日早上9時30分，戴卓爾夫人发表声明決定退出第二輪投票。這個決定使她長達11年半的首相生涯步上終結。
「經過我廣泛地徵詢同僚的意見，我總結到，為了保守黨的團結，以及在下屆大選勝利，我決定退選黨魁，好讓我的同僚參與角逐。我非常感謝內閣成員和外界一直給予我忠實的支持。」在这次辞职演讲中，戴卓爾夫人也含泪讲到：
|  | 在11年半的美好时光后，我终将离开唐宁街。我感到很高兴，因为相比上任时，今天的英国已经变得更好。 |

戴卓爾夫人隨後支持財政大臣馬卓安為她的繼承人，而他後來以185票順利勝出黨魁選舉，雖然未取得多數，但夏舜霆和韓達德為了再度進入內閣及展現黨的團結，決定退選並支持馬卓安，11月28日正式接任。

## 外界反應
- 自1979年一直支持戴卓爾夫人的英國太陽報，翌日以"MRS T-EARS"作頭版標題，標誌其於宣佈退選時流下眼淚。[2]
- 時任工黨黨魁金諾克對此表示歡迎，並要求即時進行大選。[3]